# Astera
Astera (eigene Schreibweise astera), im September 2008 aus der CERP Rouen hervorgegangen, ist ein Pharmagroßhandelsunternehmen mit Sitz in Rouen in Frankreich. Astera ist rechtlich als Genossenschaft selbstständiger Apotheker organisiert. CERP im ursprünglichen Namen stand hierbei für Coopérative d'exploitation et de répartition pharmaceutiques.
Die damalige CERP Rouen hat 2007 zusammen mit dem deutschen Unternehmen Sanacorp Pharmaholding die gemeinsame Holding Millennium S.p.A. mit Sitz in Bologna/Italien gegründet, an dem beide Partner je 50 % halten und das die operativen Einheiten beider Partner hält. Millennium erzielt über Beteiligungen an operativen Ländergesellschaften in Deutschland (Sanacorp Pharmahandel GmbH), Belgien (CERP S.A.) und Frankreich (CERP Rouen S.A.S.) zusammengerechnet einen Umsatz von rund 5,4 Mrd. Euro (2007) und ist damit der größte im Besitz rechtlich unabhängiger Apotheker befindliche Pharmagroßhändler.